# Воронович, Александр Андреевич
Александр Андреевич Воронович (бел. Аляксандр Андрэевіч Варановіч; род. 23 декабря 2005, Минск) — белорусский футболист, левый защитник клуба «Ислочь».

## Карьера
Воспитанник футбольной академии клуба «Ислочь». Первым тренером футболиста был Максим Игоревич Протасеня. В 2019 году по итогам юношеского первенства получил награду лучшего футболиста в возрастной категории до 15 лет. В начале 2023 года футболист стал выступать за дублирующий состав клуба. В мае 2023 года футболист стал подтягиваться к матчам с основной командой клуба. Дебютировал за клуб футболист 4 июня 2023 года в матче против гродненского «Немана», выйдя на замену на 90 минуте. Позже футболист продолжил выступать за дублирующий состав клуба, за который отличился забитым голом и 3 результативными передачами. По итогу дебютного сезона футболист провёл единственный матч за основную команду клуба, вместе с которым завершил чемпионат на итоговом четвёртом месте.
В феврале 2024 года футболист подписал с клубом свой первый профессиональный контракт, рассчитанный на 3 года.